# Lycia pusztae
Lycia pusztae là một loài bướm đêm trong họ Geometridae.